# Pico Soum de Ramond
El Soum de Ramond, también llamado Pico Añisclo, es un pico de 3263 m de altitud del macizo de Monte Perdido, dentro de la parte española de la cordillera del Pirineo y que se sitúa entre los valles de Ordesa, Añisclo y Pineta, en el parque nacional de Ordesa y Monte Perdido. Dentro del macizo de Monte Perdido, las tres cumbres mayores se conocen como las Tres Sorores o Tres Serols, de las que el Soum de Ramond (3263 m) es la más sudoriental y siguen el propio Monte Perdido (3355 m) y el Pico Cilindro (3328 m).
Su nombre Soum de Ramond es en honor al pireneísta que primero pisó la cumbre del Monte Perdido, Louis Ramond de Carbonnières, y el de Pico Añisclo se debe a que su vertiente sur domina el impresionante Cañón de Añisclo.

## Rutas
La aproximación en vehículo se suele hacer por la parte española hasta la pradera del Valle de Ordesa, para continuar a pie hasta el refugio de Góriz (2190 m) (4 horas), (punto crucial para la exploración de toda la zona). Desde Góriz se sube hacia el collado de Arrablo o cdo. Superior de Góriz, donde tomamos el GR-11 hacia la izquierda, después nos desviamos a la izquierda para alcanzar la cima de la Punta de las Olas (3022 m) y de aquí a la cima del Soum de Ramond.
También se puede subir por la vía normal al Monte Perdido, tomando un desvío al Este por la Punta de las Escaleras.

## Flora y vegetación del macizo de Monte Perdido
El hecho de ser el macizo calcáreo más alto de Europa hace que tenga también una flora muy singular. De las cerca de 3500 especies de plantas vasculares que podemos encontrar en el Pirineo, apenas 150 son capaces de superar los 3000 m de altitud, y de ellas 95 han sido localizadas en los 34 "tresmiles" del macizo de Monte Perdido y cercanías. Sólo las tres puntas de los Gabietos reúnen a medio centenar de ellas. 
Sin embargo, debemos destacar que no todas las cimas tienen las mismas plantas, y sólo un puñado se repiten, como Saxifraga pubescens, Saxifraga oppositifolia, Androsace ciliata, Linaria alpina subsp. alpina, Minuartia cerastiifolia o Pritzelago alpina subsp. alpina, por citar sólo las más comunes.